# USS Manila Bay
Pour les autres navires du même nom, voir USS Bucareli Bay.
L'USS Manila Bay (CVE-61) est un porte-avions d'escorte de classe Casablanca en service dans l'US Navy durant la Seconde Guerre mondiale.
Commandé en juillet 1942 sous le nom de Bucareli Bay, sa quille est posée en vertu du contrat de la United States Maritime Commission le 15 janvier 1943 au chantier naval Kaiser Shipyards de Vancouver, dans l'État de Washington. Renommé Manila Bay le 3 avril 1943, il est lancé le 10 juillet 1943, parrainé par Mme Robert W. Bockius ; et mis en service à Astoria (Oregon) le 5 octobre 1943 sous les ordres du capitaine Boynton L. Braun.

## Historique
Après sa mise en condition opérationnelle, le navire rejoint le Pacifique et rejoint Hawaï en transportant une cargaison d'avions endommagés. Après son retour à Pearl Harbor, il est déployé vers l’ouest pour l’invasion des îles Marshall en janvier 1944. Entre le 31 janvier et le 6 février, ses avions mènent des dizaines de patrouilles aériennes et anti-sous-marines, ainsi que plusieurs missions de combat. Ils bombardent plusieurs zones de Kwajalein, détruisant des réserves de munitions et des installations au sol. En mars, ces avions bombardent des positions ennemies à Kavieng et l'archipel Bismarck. Le Manila Bay rejoint ensuite la Nouvelle-Guinée, qu'il bombarde à la mi-avril, avant de rejoindre Pearl Harbor pour une refonte au début du mois de mai.
En juin 1944, le Manila Bay retrouve le combat lors de la campagne des Mariannes. Il livre notamment des avions à Saipan puis rejoint San Diego avec des soldats blessés.

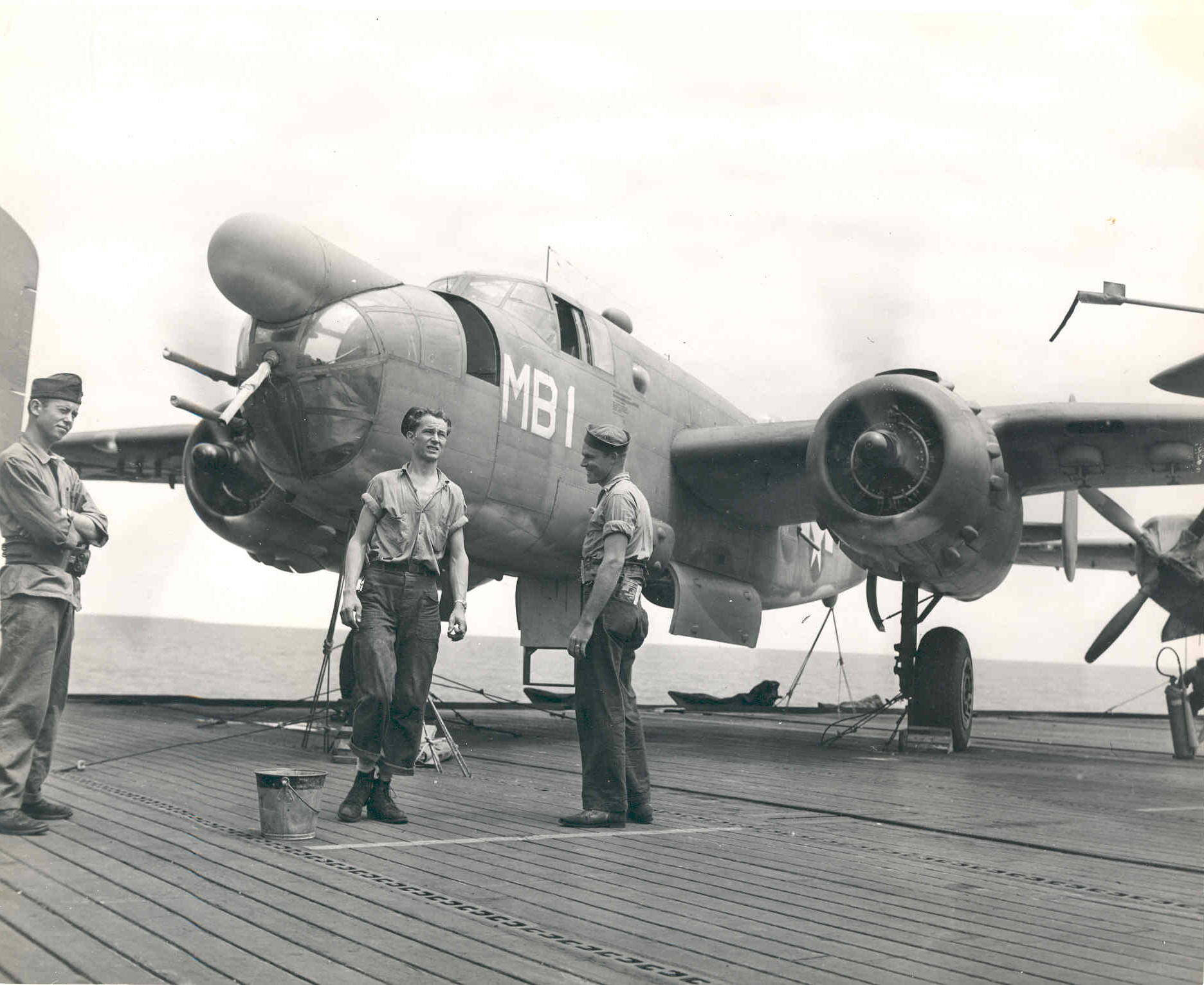
Un bombardier B-25 Mitchell du VMB-611 sur le pont de l'USS Manila Bay en transit vers sa zone d'opération dans le Pacifique (août 1944).

Durant l'automne, il traverse à nouveau le Pacifique et entame les derniers préparatifs pour l'invasion des Philippines. En octobre, il fournit un appui aérien contre des cibles au sol ennemies lors de l'assaut de Leyte. Durant la matinée du 25 octobre, au début de la bataille du golfe de Leyte, la Task Force 77.4.2 "Taffy 2" (porte-avions USS Manila Bay, Marcus Island, Natoma Bay et Petrof Bay) lance une série d'attaques de surface coordonnées, détruisant des navires ennemis lors de l'affrontement dénommé « bataille du détroit de Surigao ». Ses avions bombardent et mitraillent des navires ennemis qui se retirent au sud-ouest de l'île de Panaon. Un second raid frappe vers midi le croiseur japonais Mogami.
Pendant la bataille de Samar le 26 octobre, quatre Grumman TBM Avengers chargés de torpilles décollent du porte-avions et attaquent un cuirassé sans succès (il s'agissait probablement du Yamato). En compagnie des Natoma Bay, Kitkun Bay, et Ommaney Bay, l'USS Manila Bay bombarde et endommage gravement le croiseur Chōkai. Dans l'après-midi, l’un de ses Avenger touche à deux reprises le croiseur Kinu et plusieurs autres le destroyer Uranami. Les deux navires seront ultérieurement coulés en mer de Visayan après de nombreuses attaques aériennes.
Le Manila Bay reprend ses opérations aériennes d'appui aux forces terrestres de Leyte le 27 octobre. Au cours de ses missions d'appui au sol et de couverture aérienne, ses avions abattent un Aichi D3A le 27 octobre et deux Nakajima Ki-43 le 29 octobre. Le porte-avions quitte la zone le lendemain, rejoignant Manus le 4 novembre.
En décembre, le navire fournit un soutien aux convois d'invasion de Mindoro. Le 5 janvier 1945, pendant l'invasion du golfe de Lingayen, il est touché par deux kamikazes japonais, qui provoquent de nombreux dégâts et la mort de 14 hommes. Après des réparations urgentes, le navire effectue des opérations limitées. De nouveau réparé, il retrouve le combat en mai, ne participant à aucun événement majeur durant cette période. Il rejoint les Aléoutiennes à la mi-août, puis appareille de l’île d’Adak le 31 août pour soutenir les opérations d’occupation dans le nord du Japon. Du 7 au 12 septembre, ses avions effectuent des missions photographiques et de reconnaissance sur le nord de Honshū et le sud de Hokkaidō, tout en larguant des provisions d'urgence dans les camps de prisonniers de guerre.
Après la capitulation japonaise, il participe à l'opération Magic Carpet, lors de laquelle il embarque notamment 1 031 vétérans d'Eniwetok à San Francisco. Il rejoint Boston en avril 1946 et est désarmé le 31 juillet. Dorénavant membre de la flotte de réserve de l'Atlantique, le Manila Bay est reclassé CVU-61 le 12 juin 1955, radié des listes de la marine le 27 mai 1958 et vendu pour démolition à la société Hugo New Corp. le 2 septembre 1959. Il est démoli au Japon en février 1960.

## Décorations
Le Manila Bay a reçu huit battles stars pour son service pendant la Seconde Guerre mondiale.